# Raymond Rougeau
Raymond Rougeau, detto Ray (Saint-Sulpice, 18 febbraio 1955), è un ex wrestler e commentatore televisivo canadese.
Ha lottato in World Wrestling Federation con il ring name di Raymond Rougeau.

## Carriera
Raymond Rougeau iniziò ad allenarsi con suo padre Jacques Rougeau, Sr. e con il prozio Eddie Auger all'età di quattordici anni. Debuttò nel 1971 a sedici anni nella federazione di suo padre a Montréal come babyface. Nel 1976, Raymond iniziò a lavorare per la National Wrestling Alliance insieme al suo migliore amico Pierre Lefebvre.
Dopo diversi anni nei circuiti della NWA, Raymond e Jacques Rougeau Jr. firmarono un contratto con la World Wrestling Federation e debuttarono nell'agosto 1985 come un tag team. Inizialmente, erano face ed erano i favoriti del pubblico per quanto riguardava la categoria tag team. Da face, i due lottarono a Wrestlemania III contro Brutus Beefcake & Greg Valentine, perdendo. Nel 1988, turnarono heel ed interpretavano la gimmick dei Fabulous Rougeaus, due franco-canadesi che dicevano di amare l'America, mentendo. Provarono diverse volte a conquistare i titoli di coppia, ma non riuscirono mai a vincerli.
Raymond si ritirò dal mondo del wrestling nel 1990. Combatté il suo ultimo match in WWF alla Royal Rumble 1990 dove i Rougeau Brothers persero contro i Bushwackers. Diventò poi annunciatore degli eventi WWF distribuiti in Quebec, Europa e Africa e svolse anche il ruolo di ring announcer in alcuni house show. Divertò play-by-play host dell'edizione francese di WWF Superstars insieme a Jean Brassard. Nel 1996, combatté un match di boxe contro Owen Hart al Montreal Molson Centre. Lasciò definitivamente la WWF nel 2002 quando la federazione smise di produrre i loro programmi nella versione francese.
Riprese il ruolo di commentatore francese tra il 2017 e il 2021.

## Vita privata
Rougeau lavora ora in politica e occasionalmente, presenzia a degli show di wrestling a Montreal insieme ai fratelli Jacques e Armand. Raymond ha anche un figlio, nato nel 1990.

## Personaggio

### Mosse finali
- Cross armbar
- Sleeper hold
- Boston crab

in coppia con Jacques Rougeau
- Bearhug (Raymond) / Seated senton (Jacques)
- Boston crab (Raymond) / Jumping knee drop (Jacques)

### Manager
- Jimmy Hart

## Titoli e riconoscimenti
Lutte Internationale (Montreal)
- Canadian International Tag Team Championship (6 - 4 con Jacques Rougeau - 2 con Pat Patterson)

National Wrestling Alliance
- NWA Montreal Junior Heavyweight Championship (1)

Pro Wrestling Illustrated
- 291º nella classifica dei 500 migliori wrestler singoli nei PWI 500 (1994)